# Igreja Presbiteriana de Bangladesh
Não confundir com Igreja Presbiteriana Bangladesh
A Igreja Presbiteriana de Bangladesh (IPB) (em Inglês Presbyterian Church of Bangladesh)  é uma denominação reformada conservadora e evangélica no Bangladesh. Foi formada em 1995, pelo Rev. Edward Ayub, um ex-muçulmano convertido ao Cristianismo, com o auxílio da Igreja Presbiteriana na América.

## História
As igrejas presbiterianas são oriundas da Reforma Protestante do século XVI. São as igrejas cristãs protestantes que aderem à teologia reformada e cuja forma de organização eclesiástica se caracteriza pelo governo de assembleia de presbíteros. O governo presbiteriano é comum nas igrejas protestantes que foram modeladas segundo a Reforma protestante suíça, notavelmente na Suíça, Escócia, Países Baixos, França e porções da Prússia, da Irlanda e, mais tarde, nos Estados Unidos.
Em 1984, o Reverendo Edward Ayub, um ex-muçulmano, foi convertido ao Cristianismo. Posteriormente, em 1995, inspirado por missionários cristãos asiáticos, e com auxílio da Igreja Presbiteriana na América, fundou a Igreja Presbiteriana de Bangladesh
Entre 1996 e 1997, a denominação recebeu auxílio de missionários presbiterianos coreanos.

## A Igreja Presbiteriana de Bangladesh hoje
Hoje a IPB trabalha na plantação de igrejas entre as comunidades muçulmanas do país, de forma que a maior parte de seus membros são ex-islâmicos convertidos ao Cristianismo.
A igreja conta com o apoio financeiro e de missionários da Igreja Presbiteriana na América para plantar igrejas no Bangladesh. Além disso em 2015 foi buscado um envolvimento maior entre as duas igrejas.
A IPB é membro da Fraternidade Reformada Mundial que é uma organização mundial que reúne igrejas reformadas conservadoras. Todavia, a igreja tem uma visão missionária conservadora e não ecumênica.